# Graffignana
Graffignana est une commune italienne de la province de Lodi dans la région Lombardie en Italie.

## Administration
| Période                                  | Période | Identité | Étiquette | Qualité |
| ---------------------------------------- | ------- | -------- | --------- | ------- |
|                                          |         |          |           |         |
| Les données manquantes sont à compléter. |         |          |           |         |

### Communes limitrophes
Sant'Angelo Lodigiano, Villanova del Sillaro, Borghetto Lodigiano, San Colombano al Lambro, Miradolo Terme

## Personnages liés à la commune
- Luigi Carlo Borromeo, (1893-1975) évêque de Pesaro